# Saint-Laurent-sur-Mer
Saint-Laurent-sur-Mer er en kommune i Calvados-departmentet i Normandie regionen i det nordvestlige Frankrig.
Landsbyen ligger ud til den Engelske Kanal ca. 17 km fra Bayeux.

## Historie
Saint-Laurent-sur-Mer var sammen med Colleville-sur-Mer og Vierville-sur-Mer en af de tre kommuner, som udgjorde invasionskysten Omaha Beach på D-dag den 6. juni 1944. Saint-Laurent-sur-Mer lå bag den sektion af invasionskysten, som havde betegnelserne Easy Green og Easy Red. Bag en ca. 500 meter bred sandstrand rejser terrænet sig brat til en højde af 40-50 meter, hvilket gjorde det meget vanskeligt at trænge ind i landet.